# Pterygota
Los pterigotos o pterigotas (nombre científico Pterygota, que deriva del griego πτερυγωτος pterigotos que significa "alado") son un grupo monofilético de insectos caracterizados por presentar alas en el segundo (mesotórax) y tercer (metatórax) segmentos torácicos. La presencia de alas va siempre acompañada de un refuerzo del exoesqueleto (esclerotización) en esos segmentos torácicos, los cuales usualmente se encuentran unidos formando la estructura conocida como pterotórax. El concepto se opone al de apterigotos (Apterygota, que significa "sin alas"). Apterygota es un grupo artificial sin carácter taxonómico.

## Características
El ala de los insectos es una estructura laminar de consistencia membranosa a la cual le otorga la rigidez necesaria para el vuelo la presencia de venas, las cuales se clasifican como longitudinales y transversales, las venas son usadas para caracterizar a las especies. Existen diferentes sistemas de homologación de las venas, los cuales son utilizados para reconocerlas e interpretarlas, y de esta manera poder reconocer a que especie pertenece un cierto insecto, los sistemas de homologación más utilizados son el de Comstock y Needham (1898) y el de Kukalova-Peck (1983).
El ala presenta muchas variaciones en cuanto a forma, tamaño, textura y coloración, siendo de resaltar las coloridas alas de los lepidópteros, las cuales deben estos colores al hecho de estar cubiertas por pequeñísimas escamas.
Se considera que la evolución de las alas dentro de los insectos ha sido la clave de su éxito evolutivo (los insectos son el grupo animal más diverso del planeta), esto ocurrió posiblemente en el Carbonífero o el Devónico ya que el fósil más antiguo que se conoce de un ala es del período Carbonífero, perteneciente a un Palaeodictyoptera, un orden extinto de insectos.
La presencia de pterigotos sin alas (ápteros) se considera como una pérdida secundaria, como es el caso de los órdenes Grylloblattodea, Phthiraptera y Siphonaptera. Se considera que la condición áptera en estos grupos es secundaria entre otras cosas, porque existe evidencia en el registro fósil de miembros alados de estos grupos, como la especie extinta Liomopterum ornatum del orden Grylloblattodea que tenía alas a diferencia de todos los representantes actuales de este grupo.
Si bien la condición ancestral del grupo de los Pterygota es la presencia de dos pares de alas (incluso 3 según la paleoentomóloga Jarmila Kukalova-Peck[cita requerida]), se encuentran grupos en los cuales uno de los pares de alas está reducido, como en el caso de los dípteros (segundo par de alas) y estrepsípteros (primer par de alas), o modificado con una función de protección como en el caso de los élitros (primer par de alas esclerotizado) de coleópteros y dermápteros. 
Los insectos fueron los primeros animales en volar, mucho antes que lo hicieran pterosaurios y aves; los primeros insectos alados volaron en una atmósfera diferente a la actual, con una densidad y una concentración de oxígeno mayores que las actuales, lo que se cree facilitó la evolución del vuelo, así como la aparición de insectos voladores gigantes, sin equivalentes en la fauna actual, como el gigantesco protodonato Meganeura monyi con sus 63 centímetros de envergadura.
En cuanto al origen de esta estructura se han planteado varias hipótesis, siendo dos las que más aceptación han encontrado; la primera postula que el ala se originó a partir de extensiones laterales de la región dorsal del tórax (noto) y se conoce como teoría paranotal debida a Crampton (1919)[cita requerida]; la otra hipótesis postula que el ala se originó a partir de estructuras de las pata de los antepasados crustáceos, estos órganos coxales son parte de un complejo respiratorio lo que explicaría la alta venación de las alas entre otras cosas y se conoce como la teoría epicoxal, propuesta por Kukalova-Peck (1978); es de destacar que recientes descubrimientos en los campos de genética del desarrollo y filogenia molecular han validado la teoría epicoxal.

## Origen
Los primeros pterigotas aparecieron en los inicios del Carbonífero. En el Carbonífero medio estaban ya perfectamente diferenciados en al menos 11 órdenes, entre los que destacan los Palaeodictyoptera†, Diaphanopterodea† y Megasecoptera†, que recuerdan a los odonatos actuales y que en algunos casos alcanzaron envergaduras de casi 75 cm, y los Ephemeroptera que llegaron a alcanzar los 45 cm de envergadura y de los que aún existen representantes actuales, mucho menores.

## Clasificación
Este grupo de insectos tradicionalmente ha sido dividido en paleópteros (Palaeoptera) y neópteros (Neoptera), siendo la diferencia fundamental entre estos grupos la capacidad que tienen los neópteros de plegar las alas sobre el cuerpo, cosa que no pueden hacer los paleópteros. 
Entre los paleópteros encontramos a los órdenes Odonata y Ephemeroptera así como a los grupos Paleozoicos Diaphanopteroidea, Paleodictyoptera, Megasecoptera y Archodonata; los demás órdenes pterigotos se incluyen dentro de los Neópteros.
La validez de los paleópteros como grupo monofilético (clado) ha sido muchas veces cuestionada y se ha planteado como alternativas, sin que en los actuales momentos exista un acuerdo al respecto:
1. Los odonatos más cercanos a los neópteros que a efemerópteros, llamándose a este grupo (Odonata + Neoptera) Metapterigota,
2. Los efemerópteros más cercanos a los neópteros que a los odonatos, llamándose Opisthoptera al grupo formado por Ephemeroptera + Neoptera.